# Hypoponera perplexa
Hypoponera perplexa es una especie de hormiga del género Hypoponera, subfamilia Ponerinae. 

## Distribución
Esta especie se encuentra en Costa Rica, Ecuador, Honduras y Panamá.